# Schaffelberg
Der Schaffelberg ist ein 1429 m ü. NHN hoher größtenteils bewaldeter Berg, der dem Westgrat des Labermassivs in den Ammergauer Alpen etwas vorgelagert ist.
Er liegt in der Gemeinde Oberammergau. An seiner Nordseite befindet sich ein Klettergarten. Der felsige höchste Punkt ist nur weglos und kletternd erreichbar.